# Assedio di Lochem (1582)
L'assedio di Lochem del 1582 fu un assedio combattuto nell'ambito della guerra degli ottant'anni che perdurò dal 22 luglio al 15 settembre del 1582 presso la città di Lochem (attuali Paesi Bassi). La città venne liberata dall'assedio mossole dagli spagnoli, da un esercito composto da olandesi, inglesi e ugonotti francesi comandati dal conte Filippo di Hohenlohe-Neuenstein, Guglielmo Luigi di Nassau-Dillenburg e da John Norreys il 24 settembre 1582. Il generale spagnolo, Francisco Verdugo, venne costretto ad abbandonare l'assedio.

## Antefatto
Nell'estate del 1581 Francisco Verdugo era stato inviato da Alessandro Farnese a rimpiazzare George de Lalaing, conte di Rennenberg, dopo la sua sconfitta delle forze anglo-olandesi comandate da John Norreys a Kollum. Verdugo fu abile nello sconfiggere Norreys a Noordhorn, ma nel suo tentativo di assediare Niezijl venne giocato dalle circostanze, dagli ammutinamenti e dal tempo atmosferico avvero nell'autunno del 1581. L'anno successivo, Verdugo rivolse invece la sua attenzione a Lochem, una città della Gheldria, dove Johann Baptista von Taxis aveva costruito delle fortificazioni attorno alle mura della città. Taxis si unì alle forze del barone Jacob van Bronckhorst-Batenburg, tenente colonnello dell'ex reggimento di fanteria di Rennenberg, e pose l'assedio alla città, credendola facile da catturare in quanto già si trovava a corto di cibo. Verdugo non diede l'ordine di iniziare l'assedio in quanto esso appariva troppo rischioso dal momento che la città avrebbe potuto giovarsi di truppe ausiliarie quanto prima. Ad ogni modo, dopo che Anholt ebbe portato a Groninga la notizia dell'inizio dell'assedio, questi decise di prendere il comando delle operazioni così da mantenere alta la sua reputazione di comandante. Con la conquista di Lochem, Verdugo avrebbe inoltre avuto un facile accesso alle città di Zutphen e Deventer.

## L'assedio
Il 22 luglio Lochem si trovò sotto assedio di 4000 fanti spagnoli e 400 cavalieri. La città di Lochem dopo un mese di assedio ancora resisteva ma le condizioni interne erano terribili. Molti cittadini erano alla fame al punto che spesso ricorrevano a cibarsi dei loro cavalli. Il periodo certamente non aiutava e la campagna circostante era perlopiù inondata, condizione quest'ultima che costituiva una problematica sia per gli assediati che per gli assedianti.
Filippo di Hohenlohe inviò delle compagnie di frisiani all'offensiva nelle province del nord nella speranza di distogliere l'attenzione di Verdugo da Lochem, ma questo tentativo non ebbe l'esito sperato. L'Hohenlohe quindi organizzò una forza a Deventer alla fine di agosto di quello stesso anno. Con un esercito di 2500 fanti e 1500 cavalieri (che includevano quattordici compagnie di truppe inglesi e scozzesi, di cui tre compagnie di cavalleria, al comando di John Norreys). Hohenlohe aveva con sé quattro pezzi d'artiglieria pesante ed attendeva ulteriori rinforzi.
Il 21 settembre 1582 lasciò Deventer e si unì all'armata di Guglielmo Luigi di Nassau-Dillenburg tra Zutphen ed il castello di Dorth. L'esercito dei ribelli olandesi divenne così di 5000 fanti e 2500 cavalieri, tra cui 1800 soldati freschi ugonotti giunti dalla Francia. Questa forza portava inoltre con sé grandi quantità di cibo e rifornimenti per la popolazione di Lochem.

### Conseguenze

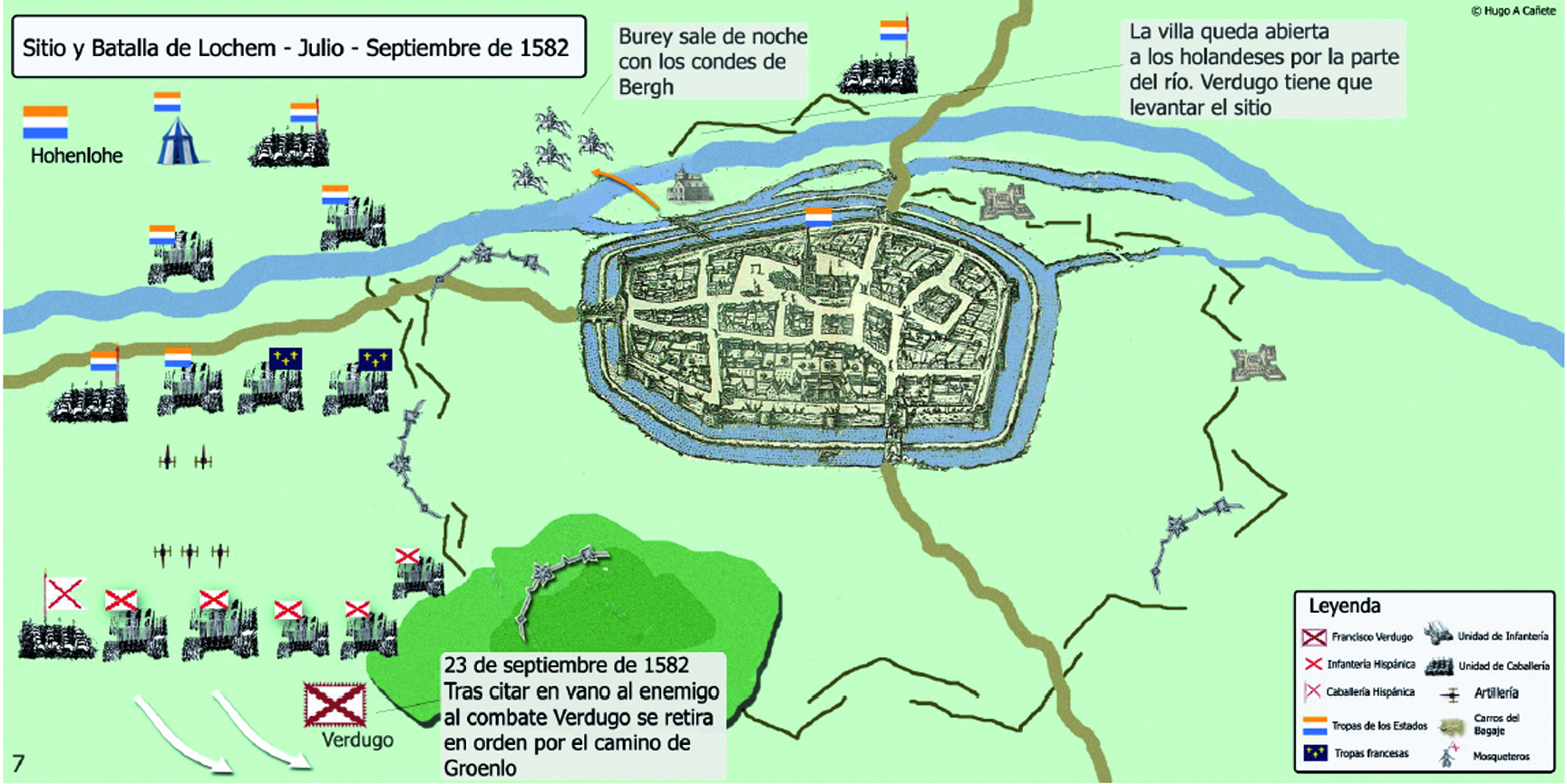
Le ultime fasi dell'assedio di Lochem.

Avvistando l'esercito alleato dal vicino castello di Wildenborch, gli spagnoli compresero che sarebbero stati surclassati dalle truppe nemiche e quindi decisero di ritirarsi. Le forze alleate immediatamente occuparono il castello, costruirono delle fortificazioni ulteriori e piazzarono un ponte sul fossato che lo circondava. L'innalzamento delle acque del piccolo fiume Brekel consentì alla città di Lochem di venire rifornita più facilmente, cosa che Verdugo non poté impedire. Di notte, il generale Hohenlohe ottenne l'accesso alla città e consegnò dei pacchi di cibo per la popolazione, evacuando i malati ed i feriti e rimpiazzando i membri della guarnigione con truppe fresche. Verdugo tentò un ultimo disperato assalto, tentando di distruggere le truppe alleate giunte in aiuto della città, cosa che in parte gli riuscì. Il successo per Verudgo ad ogni modo fu solo temporaneo in quanto la mattina successiva le forze olandesi combinate attaccarono gli assedianti. L'assalto portò alla cattura della maggior parte dei cannoni degli spagnoli e l'assedio era ormai in condizioni disperate per Verdugo che decise di ritirarsi a sud. La sua retroguardia, al comando del generale van Anholt, soffrì notevoli perdite e lo stesso van Anholt venne gravemente ferito.
Il generale Bronckhorst-Batenburg venne trasportato al castello di Bredevoort dove morì poco dopo, mentre Verdugo si ritirò a Groenlo. Taxis col suo distaccamento di soldati si portò invece a nord e catturò la città e la fortezza di Steenwijk. La città di Lochem venne salvata e rifocillata dalle truppe alleate.